# Gods of Violence
Gods of Violence – czternasty album studyjny niemieckiego zespołu muzycznego Kreator. Wydawnictwo ukazało się 27 stycznia 2017 roku nakładem wytwórni muzycznej Nuclear Blast. Nagrania zostały zarejestrowane w Fascination Street Studios w Örebro w Szwecji, we współpracy z producentem muzycznym Jensem Bogrenem.
Album dotarł do 118. miejsca listy Billboard 200 w Stanach Zjednoczonych sprzedając się w nakładzie 5,3 tys. egzemplarzy w przeciągu tygodnia od dnia premiery. Płyta trafiła ponadto m.in. na listy przebojów w Niemczech, Belgii, Austrii, Szwajcarii oraz Szwecji. Materiał był promowany teledyskami do utworów „Gods of Violence”, „Satan Is Real”, „Totalitarian Terror” oraz „Fallen Brother”.

## Lista utworów
Opracowano na podstawie materiału źródłowego.
| Nr  | Tytuł utworu                           | Długość |
| --- | -------------------------------------- | ------- |
| 1.  | „Apocalypticon” (utwór instrumentalny) | 01:06   |
| 2.  | „World War Now”                        | 04:28   |
| 3.  | „Satan Is Real”                        | 04:38   |
| 4.  | „Totalitarian Terror”                  | 04:45   |
| 5.  | „Gods of Violence”                     | 05:51   |
| 6.  | „Army of Storms”                       | 05:09   |
| 7.  | „Hail to the Hordes”                   | 04:02   |
| 8.  | „Lion with Eagle Wings”                | 05:22   |
| 9.  | „Fallen Brother”                       | 04:37   |
| 10. | „Side by Side”                         | 04:19   |
| 11. | „Death Becomes My Light”               | 07:26   |
|     |                                        | 51:43   |

## Twórcy
Opracowano na podstawie materiału źródłowego.
| Zespół Kreator w składzie - Miland „Mille” Petrozza – wokal prowadzący, gitara - Jürgen „Ventor” Reil – perkusja - Christian „Speesy” Giesler – gitara basowa - Sami Yli-Sirniö – gitara Dodatkowi muzycy - Ronny Milianowicz, Dagobert Jäger, Björn Kromm, Mattias Lövdahl, Henrik „Hea” Andersson – wokal wspierający - Boris Peifer – dudy - Tekla-Li Wadensten – harfa | Inni - Jens Bogren – produkcja muzyczna, realizacja nagrań, miksowanie, wokal wspierający - Tony Lindgren – mastering - Jan Meininghaus – oprawa graficzna - David Castillo, Erik Mjörnell, Christoffer Wadensten – inżynieria dźwięku - Linus Corneliusson – miksowanie, edycja cyfrowa - Ronny Milianowicz – realizacja nagrań - Francesco Ferrini, Francesco Paoli – orkiestracje |